# Nature Materials
Nature Materials (abreviatura Nature Mater.) és una de les revistes científiques més importants dedicades a la química dels materials. És publicada des del setembre del 2002 pel Nature Publishing Group. Té un factor d'impacte molt alt, 36,503 el 2014. Ocupa la 1a posició de qualitat de revistes dedicades a la química dels materials i en la categoria enginyeria mecànica, en el rànquing SCImago, la 2a en la de física de la matèria condensada i en la de química en general.
Nature Materials és una revista multidisciplinària destinada a reunir a la investigació d'avantguarda en tot l'espectre de la química dels materials i enginyeria. La investigació de materials és una disciplina diversa i de ràpid creixement, que ha passat d'un caràcter aplicat a l'enginyeria a una posició en la qual té un impacte creixent en altres disciplines clàssiques com la física, la química i la biologia. Nature Materials cobreix tots els aspectes aplicats i fonamentals de síntesi/processament, entitat/composició, propietats i rendiment dels materials, que s'entenen com a substàncies en els estats condensats (líquid, sòlid, col·loidals) dissenyats o manipulats amb fins tecnològics.